# Trận Hohenlinden
Trận Hohenlinden đã diễn ra vào ngày 3 tháng 12 năm 1800 trong cuộc Chiến tranh Cách mạng Pháp. Quân đội Pháp do Thiếu tướng Jean Victor Marie Moreau chỉ huy đã giành thắng lợi quyết định trước liên quân Áo - Bayern dưới quyền Đại Công tước Áo là Johann. Sau khi phải cuống cuồng tháo chạy khỏi trận địa, phe Liên minh buộc phải giảng hòa, chấm dứt hoàn toàn cuộc Chiến tranh Liên minh thứ hai. Hohenlinden nằm cách München 33 km về phía Đông ở nước Đức ngày nay. Được coi là chiến thắng lớn nhất của Moreau, trận Hohenlinden đã được ca ngợi qua bài thơ nổi tiếng cùng tên của thi sĩ Anh Quốc là Thomas Campbell. Thắng lợi đỉnh đoạt tại Hohenlinden cũng được xem là đỉnh cao cho chiến dịch của ông ở Đức.
56 nghìn quân tinh nhuệ của Thiếu tướng Moreau đã giao chiến với 64 nghìn liên quân Áo - Bayern. Quân Áo, tưởng rằng họ đang phải truy đuổi "đám bại binh" Pháp, tiến qua vùng rừng rậm bằng bốn đội hình hàng dọc phân rã. Trong khi ấy, Moreau cho quân đánh úp quân Áo khi họ tiến ra từ khu rừng Ebersberg trong khi ra lệnh cho Sư đoàn của Thiếu tướng Antoine Richepanse thực hiện một cuộc vây bọc bất ngờ đội tả binh Áo. Nêu bật sự quyết đoán hơn cả trên chiến địa, các tướng lĩnh Moreau đã hoàn toàn việc bủa vây và đập tan tác đội hình hùng mạnh nhất của Quân đội Áo. Quân Pháp thắng trận chỉ chịu thiệt hại vừa phải, trong khi không một Quân đoàn nào của họ là không tham gia và lập nên tiếng vang trong trận này.
Với đại thắng tại Hohenlinden, quân Pháp đã gây tổn thất to lớn cho quân Áo, và khiến cho Đạo quân Đức của quân Áo bị tan rã. Trên đà thắng lớn, quân Pháp giờ đây đã có thể tiến chiếm đế đô Viên của Áo Quốc. Thắng lợi quyết định này, cùng với chiến thắng của Đệ nhất Tổng tài Napoléon Bonaparte trong trận Marengo vào ngày 24 tháng 6 năm 1800, đã chấm dứt cuộc Chiến tranh Liên minh thứ hai. Thực chất, chiến thắng ở Hohenlinden được coi là còn vang dội hơn cả trận Marengo, và Moreau đã sử dụng hiệu quả hệ thống quân đoàn hơn Napoléon ở trận Marengo. Với ý nghĩa trọng đại của mình, chiến thắng Hohenlinden được coi là thắng lợi quyết định nhất trong cuộc chiến. Tình hình nước Áo trở nên vô vọng sau đại thảm họa. Vào tháng 2 năm 1801, người Áo ký kết Hiệp định Lunéville, chấp nhận quyền kiểm soát của người Pháp đến sông Rhine và các Nhà nước Cộng hòa bù nhìn của Pháp ở Ý và Hà Lan. Hiệp định Amiens sau đó giữa Pháp và Anh Quốc đã mở đầu cho cuộc hưu chiến lâu dài nhất trong các cuộc binh lửa thời Napoléon.

## Bối cảnh lịch sử
Từ tháng 4 đến tháng 7 năm 1800, quân đội của Moreau đã đẩy lui quân đội Áo dưới quyền Quân giới (Feldzeugmeister) Pál Kray từ sông Rhine về sông Inn sau một loạt các trận thắng tại Stockach, Messkirch, và Höchstädt. Vào ngày 15 tháng 7 năm 1800, các phe tham chiến tán đồng một Thỏa ước ngừng bắn. Nhận thấy rằng Kray không còn khả năng thống lĩnh ba quân, Hoàng đế Franz II đã huyền chức ông. Quan Tể tướng Áo là Johann Thugut ban đầu khuyến khích Đại Công tước Ferdinand và Đại Công tước Joseph, Sứ quân vùng Hungary ra chỉ huy ba quân, nhưng cả hai người đều khước từ.

### Sách
- Arnold, James R. Marengo & Hohenlinden. Barnsley, South Yorkshire, UK: Pen & Sword, 2005. ISBN 1-84415-279-0
- Chandler, David. Dictionary of the Napoleonic Wars. New York: Macmillan, 1979. ISBN 0-02-523670-9
- Eggenberger, David. An Encyclopedia of Battles. New York: Dover Publications, 1985. ISBN 0-486-24913-1
- Rothenberg, Gunther E. Napoleon's Great Adversaries, The Archduke Charles and the Austrian Army, 1792–1814. Bloomington, Ind.: Indiana University Press, 1982 ISBN 0-253-33969-3
- John Lauris Blake (biên soạn), A general biographical dictionary: comprising a summary account of the most distinguished persons of all ages, nations, and professions. Including more than one thousand articles of American biography..., E. French and A. V. Blake, 1839.
- Henry Eldridge Bourne, The Revolutionary Period in Europe 1763 To 1815[liên kết hỏng], Kessinger Publishing, 01-01-2005. ISBN 1417934182.
- Sir Richard Phillips, The Monthly Magazine, Tập 10, Sherwood, Gilbert and Piper, 1800.
- Philip J. Haythornthwaite, Napoleon's Commanders (1): C.1792-1809[liên kết hỏng], Osprey Publishing, 25-04-2001. ISBN 1841760552.
- Smith, Digby. The Napoleonic Wars Data Book. London: Greenhill, 1998. ISBN 1-85367-276-9
- Russell Frank Weigley, The Age of Battles: The Quest for Decisive Warfare from Breitenfeld to Waterloo, Indiana University Press, 07-04-2004. ISBN 0253217075.